# Gordon/Sorprese
Gordon/Sorprese è il 23° singolo discografico del gruppo musicale italiano dei Nomadi, pubblicato in Italia nel 1975 dalla Columbia.

## Tracce
1. Gordon – 4:20 (Beppe Carletti, Romano Rossi)
2. Sorprese – 3:30 (Beppe Carletti, Romano Rossi)

Durata totale: 7:50